# Samsung Galaxy A3 (2016)
Samsung Galaxy A3 (2016) o Samsung Galaxy A3 2016 Edition es un teléfono inteligente Android producido por Samsung Electronics. Se presentó el 2 de diciembre de 2015, junto con Galaxy A5 (2016), Galaxy A7 (2016) y Galaxy A9 (2016).

## Hardware
El Galaxy A3 de 2016 está equipado con el sistema en chip Exynos 7580, que tiene dos grupos de cuatro núcleos, pero Samsung decidió bloquear un grupo por razones desconocidas. El dispositivo tiene la misma CPU que Galaxy A5 (2016), o Qualcomm Snapdragon 410 en mercados seleccionados, los cuales cuentan con un procesador con cuatro núcleos ARM Cortex-A53 acompañado de una GPU Mali -T720MP2. El teléfono inteligente tiene 1.5 GB de RAM y 16 GB de almacenamiento interno, con soporte para tarjetas MicroSD extraíbles de hasta 128 GB. La ranura para tarjeta MicroSD del dispositivo ha sido diseñada para permitir la inserción de una tarjeta SIM y, por lo tanto, el Galaxy A3 (2016) también se puede usar en modo Dual SIM.
En Japón, se vende exclusivamente como Samsung Galaxy Feel, con 3 GB de RAM y 32 GB de almacenamiento interno, con soporte para tarjetas MicroSD extraíbles de hasta 256 GB, así como un procesador Samsung Exynos 7870, Android 7.0 Nougat con Samsung Experience UI y clasificación IP68 de resistencia al agua y al polvo.

## Diseño
El Samsung Galaxy A3 (2016) tiene un cuerpo de aluminio y vidrio, a diferencia del Samsung Galaxy A3, el A3 (2016) tiene una pantalla más grande de 4,7 pulgadas (119,4 mm) en comparación con la pantalla de 4,5 pulgadas (114,3 mm) del predecesor Galaxy A3. La pantalla del A3 (2016) está protegida por Corning Gorilla Glass 4, también en la parte posterior del teléfono.

## Disponibilidad
El Galaxy A3 (2016) se lanzó en China el 15 de diciembre de 2015, seguido de otros países en el primer trimestre de 2016. A partir de abril de 2016, este modelo estuvo disponible en Europa, África, América Latina y Asia. No está disponible en América del Norte e India; allí, solo están disponibles Galaxy A5 (2016) y Galaxy A7 (2016).